# Clouds (album av Joni Mitchell)
Clouds är Joni Mitchells andra musikalbum. Det lanserades 1969 på skivbolaget Reprise Records och innehåller Mitchells egna versioner av sina låtar "Chelsea Morning" och "Both Sides, Now", som båda tidigare hade spelats in av Judy Collins.

## Låtlista
1. "Tin Angel", 4:09
2. "Chelsea Morning", 2:35
3. "I Don't Know Where I Stand", 3:13
4. "That Song About the Midway", 4:38
5. "Roses Blue", 3:52
6. "The Gallery", 4:12
7. "I Think I Understand", 4:28
8. "Songs to Aging Children Come", 3:10
9. "The Fiddle and the Drum", 2:50
10. "Both Sides, Now", 4:32